# Международная легкоатлетическая ассоциация
Международная легкоатлетическая ассоциация (англ. International Track Association (ITA)) — профессиональная легкоатлетическая организация, существовавшая в США в 1972—1976 годах.
Первоначально ITA для участия в своих соревнованиях, вызвавших поначалу большое внимание, привлекала многих лучших легкоатлетов. Однако отсутствие телевизионных денег и невозможность привлечь новых звезд после Олимпийских игр 1976 года привели к её распаду.

## Создание
Международная легкоатлетическая ассоциация (ITA) была образована в 1972 году после Олимпийских игр 1972 года в Мюнхене. ITA принесла профессионализм, определяемый как «легкоатлеты, получающие доход от своей спортивной деятельности». Цель ITA состояла в том, чтобы провести серию встреч с участием около 50 лучших легкоатлетов, аналогичную тем, которые существуют в гольфе и теннисе. Соревнования были первоначально запланированы только в США и Канаде, но в будущем предполагалось расширение деятельности ITA на Европу и Дальний Восток.
До образования ITA легкоатлеты были спортсменами-любителями, как требовали Олимпийские идеалы того времени. Единственный доход, получаемый ими от их спорта, был «под столом». В результате карьеры многих американских спортсменов часто прерывались вскоре после того, как заканчивалось субсидирование их участия в соревнования на уровне колледжей, в то время как спортсмены Восточного блока и другие спортсмены международного уровня обычно продолжали карьеру, якобы проходя службу в армии или полиции.
Многолетнее давление со стороны спортсменов требовало ответа. Track and Field News обсуждал эту тему в статье на обложке «Take the Money and Run» («Возьми деньги и беги») в ноябре 1971 года.
ITA была детищем бывшего волейболиста Майкла О’Хары из Лос-Анджелеса, который уже имел опыт по созданию новых лиг в баскетболе и хоккее с шайбой (Американская баскетбольная ассоциация и Всемирная хоккейная ассоциация соответственно), которые конкурировали с существующими лигами.
ITA официально стартовала 25 октября 1972 года. Это было немедленно враждебно встречено тогдашним руководящим органом легкой атлетики США AAU. AAU дисквалифицировал всех спортсменов и официальные лица, принимавших участие в соревнованиях ITA, и оказал давление на телевизионные компании, чтобы те не транслировали встречи ITA. Спортсменам также запретили соревноваться в любых Олимпийских играх.
Чтобы помочь защитить спортсменов от санкций AAU, если предприятие потерпит неудачу, О’Хара поместил на их контрактах специальные оговорки.
О’Хара со своей стороны пытался сгладить отношения с AAU, избегая конфликтов в календаре соревнований и обещая не привлекать атлетов колледжей.

## Спортсмены
ITA привлекла многих лучших легкоатлетов того времени, в том числе:
- Джим Райан, 1500 м/миля, который также был публицистом;
- Боб Сигрен, прыжок с шестом;
- Ли Эванс, 400 м;
- Ларри Джеймс, 400 м;
- Брайан Олдфилд, толкание ядра;
- Кип Кейно (1972—1974), 1500 м/миля;
- Бен Джипчо (с 1974), 1500 м/миля;[6]
- Марти Ликэри[англ.], бегун на выносливость, который выступал в качестве церемониймейстера на соревнованиях.

### Другие спортсмены
- Боб Хэйес
- Джим Хайнс
- Рэнди Матсон
- Винсент Мэттьюз
- Родней Милберн[англ.]
- Жан-Луи Равеломанантасоа[англ.]
- Роберт Бимон
- Барбара Феррелл
- Вайомия Тайес (1972—1974)

## Соревнования
Первые соревнования ITA успешно прошли 3 марта 1973 года на закрытой арене Минидом Университета Айдахо. Было превышено три мировые рекорда для помещений:
- 100 м Уоррен Эдмонсон;
- 600 м Ли Эванс;
- Прыжок в высоту Джон Радетич[нем.].

Эти рекорды, как и все показанные спортсменами ITA, никогда не будут признаны мировыми рекордами ИААФ, всемирного руководящего органа легкой атлетики, поскольку они были достигнуты профессиональными спортсменами в соревнованиях, которые она не санкционировала. ITA была привлекательна для спортсменов не только призовым фондом, но и свободой реализации других коммерческих возможностей, например, рекламой, которая им была запрещена, пока они были любителями.
За время своего существования ITA провела много соревнований высокого уровня. Было превышено 34 мировых рекорда. Среди них рекорды Брайана Олдфилда в толкании ядра для помещений и стадионов. Рекорд для помещений был показан 4 апреля 1975 года в Дейли-Сити (Калифорния). Олдфилд толкнул ядро на 22,1107 м. На стадионе 10 мая того же года в Эль-Пасо (Техас) Олдфилд достиг 22,86 м. Ещё в одной попытке 22,25 м. Официальный мировой рекорд в то время был 21,85 м (Терри Олбриттон).Этот результат был выбран Track and Field News, как лучшее одиночное достижение 1975 года. Среди других мировых рекордов были прыжки Джона Радетича в высоту и Стива Смита с шестом. Однако, помимо высококачественных соревнований, были также и соревнования ниже уровнем, чем любительские того времени.
Часты были также нестандартные соревнования. Например, Брайан Олдфилд бежал против женщин-спринтеров дистанцию более 30 м. В краткосрочной перспективе это привлекло зрителей, но в долгосрочной повредило авторитету ИТА. Недостаток женщин и женских соревнований в целом также повредило ИТА. Из-за этого отсутствия конкуренции ушла из ИТА Вайомия Тайес, которая была непобедима в сезоне 1974 года.

## Соперничества
Зрителям ITA было обещано возобновление известного ранее соперничества, которое привело бы к новым рекордам. Дополнительную остроту соперничеству между Бобом Сигреном и Стивеном Смитом в прыжках с шестом добавляла их известная личная враждебность. Джим Райан против Кипа Кейно на 1500 м/миле был ещё одним таким соперничеством, хотя в этом случае оно ограничилось исключительно спортивным. Однако травма и отсутствие формы у Райана и уход Кейно из ИТА в 1974 году означали, что Бен Джипчо будет доминировать на этих дистанциях. Это, к сожалению, стало типичным и для многих других видов, где конкуренция была ещё меньше.

## Конец
За время своего существования ITA успешно провела 51 соревнование. Их смотрели 500 000 зрителей и 300 миллионов телезрителей. Тем не менее, ITA страдала от организационных трудностей, а также от неровного участия своих звездных спортсменов.
В конечном итоге ИТА не смогла привлечь достаточное количество телевизионных денег, а денег, полученных от продажи билетов, было недостаточно для её содержания. Телевизионные компании неохотно поддерживали ИТА из-за их нежелания оскорблять AAU и повредить шансам США на следующих Олимпийских играх.
Похоронный звон произвучал в конце 1976 года, когда после Олимпийских игр в Монреале О’Хара не смог привлечь новые звезды. Особый удар заключался в том, что не удалось привлечь трех новозеландских звезд средневиков Джона Уокера, Дика Квакса и Рода Диксона. Переговоры с Джоном Акии-Буа, которому эмиссары О’Хары предложили 1 000 000 долларов, затянулись. Филберт Бэйи отказался наотрез.
Спортсмены всё меньше хотели становиться профессионалами, когда стало ясно, что они часто могут зарабатывать больше «под столом», соревнуясь на так называемых любительских стартах, чем они могли бы получить открыто на стартах ITA. Например, прыгун в высоту Дуайт Стоунз цитирует, объясняя, почему он не подпишет контракт с ITA: «Зачем резать свою зарплату?»
Последнее соревнование ITA было 25 августа 1976 года в Грешеме (Орегон). Заключительные три соревнования сезона 1976 года были отменены.
Незадолго до этого обанкротился аналогичный конькобежный цирк, в котором участвовали Ард Схенк и Кейс Феркерк.

## Последствия
Главным наследием ITA было расширение возможностей, которые он давал спортсменам оспаривать существующее псевдолюбительство. Это оформило движение, которое в конечном итоге позволило спортсменам получить зарплату за свои занятия спортом.
Многие из идей ITA были в свое время восприняты как изворотливые, но теперь применяются, например, в Бриллиантовой лиге ИААФ, и включают такие нововведения, как денежные призы и система очков в течение сезона.
После конца ITA многие участвующие легкоатлеты подали в суд на восстановление своего «любительского» статуса, чтобы продолжать своё участие в спорте. После 1988 года МОК проголосовал за то, чтобы позволить спортсменам получать деньги за свои усилия, прекратив любительское ограничение на участие в Олимпийских играх.